# IC 3268
IC 3268 — галактика типу Sc/P () у сузір'ї Діва.
Цей об'єкт міститься в оригінальній редакції індексного каталогу.